# Matias Olímpio
Matias Olímpio é um município brasileiro do estado do Piauí, microrregião do Baixo Parnaíba, mesorregião do Norte Piauiense. O padroeiro da cidade é São Miguel Arcanjo. O município tem cerca de 10 mil habitantes e 235 km². Inicialmente era um povoado de Luzilândia sendo elevado ao patamar de município por força de lei estadual datada de 29 de outubro de 1953 sendo instalado em 1 de junho de 1954. Ainda antes de sua emancipação foi batizado em honra ao político Matias Olímpio de Melo.

## História
Por volta dos anos 1830, quando o Rio Parnaíba ainda era completamente navegável, a região era parte da rota que ligava cidades e entrepostos do Maranhão ao estado do Ceará, onde já existiam os povoados Arrodeador e Caiçara, sendo frequentemente visitados por tropeiros advindos da região de Repartição, além do rio. A região, por ser fértil, se tornou atrativa aos retirantes cearenses fugindo das secas que assolavam o estado na segunda metade do século XIX.
Em 1925, os comerciantes José Ferreira Franco e João Oliveira Lopes adquiriram, da União, cerca de 30 hectares e doaram para formação do patrimônio do padroeiro São Miguel (arcanjo). Em 2 de outubro de 1929, a capela em homenagem ao santo começou a ser erguida por Manuel Liarte, sendo inaugurada em 19 de setembro de 1931, pelo padre Uchoa de Carvalho. Mediante uma taxa de aforramento, todos puderam apossar-se da terra, dando origem, assim, ao Arraial do Saco, como foi denominada a região localizada entre morros. Em 1933, a região foi oficialmente demarcada.
Os primeiros habitantes se estabeleceram na região por volta do início do século XX. Pela formação curiosa do relevo, com morros circundando um terreno mais baixo, a aglomeração inicial foi denominada Arraial do Saco.
O Arraial desenvolveu um pequeno comércio durante o primeiro quarto do século. Temos a fábrica de beneficiamento de algodão e arroz, de propriedade de Moisés Percy.
Um dos marcos da formação da cidade foi a doação de terras onde seria erguida a Igreja de São Miguel Arcanjo, padroeiro da cidade, em 1925, por José Ferreira, Manuel Liarte e Moisés Percy. A igreja seria erguida logo depois e perduraria até o final da década de 1980, quando foi substituída por um novo edifício de arquitetura contemporânea. No mesmo ano, a região foi elevada à categoria de povoado, recebendo a denominação atual, em homenagem ao governador Matias Olímpio de Melo. 
Matias Olímpio, então, recebeu o status de município pela lei estadual nº 894, de 29 de outubro de 1953, com território desmembrado do município de Luzilândia.

## Lista de prefeitos
| Ano  | Candidato vencedor           | Partido |
| 1970 | Francisco Augusto Maia       | ARENA   |
| 1972 | Bernardo Araújo Rocha        | ARENA   |
| 1976 | José Vaz de Aguiar           | ARENA   |
| 1982 | Augusto César Alves Maia     | PDS     |
| 1988 | José Vaz de Aguiar           | PFL     |
| 1992 | Augusto César Alves Maia     | PFL     |
| 1996 | Antônio Rodrigues Sobrinho   | PFL     |
| 2000 | Augusto César Alves Maia     | PFL     |
| 2004 | Antônio Rodrigues Sobrinho   | PMDB    |
| 2008 | Edísio Alves Maia            | PP      |
| 2012 | Antônio Rodrigues Sobrinho   | PMDB    |
| 2016 | Edísio Alves Maia            | PP      |
| 2020 | Genivaldo Nascimento Almeida | PTB     |

## Geografia
Matias Olímpio se localiza no norte do estado do Piauí. As ordenadas geográficas são 42.55 graus ao sul e 3.71 graus ao oeste. 

### Dados demográficos
Segundo o IBGE , a população em 2010 era de 10473 habitantes. Desse total, 50,77% da população era de homens e 49,23% de mulheres. Mais da metade da população reside na zona rural do município. 

### Clima
O clima de Matias Olímpio é caracterizado por ser tropical úmido. Assim como em grande parte do estado, caracteriza-se também por possuir duas grandes estações: a chuvosa e a seca. As chuvas ocorrem, principalmente, no período de dezembro a maio. Essa parte do ano é caracterizada por poder apresentar neblina, e é denominada inverno pelos habitantes locais. A partir de junho, começa um período mais seco que dura até meados de novembro, sendo que até agosto, as noites podem ficar mais frias. A partir de setembro, o calor e a falta de chuvas são denominadas seca pelos locais. A temperatura média fica em torno de 28 graus centígrados. As médias máximas são de 38 graus e mínimas de 20 graus. 

### Hidrografia
O município fica às margens do Rio Parnaíba, que se torna a fronteira natural com o município de Brejo, no Maranhão. Na zona urbana, tem destaque o riacho que corta a cidade. Esse riacho corta a Avenida Francisco Maia, rua Arimatéia Tito, e a Avenida Pedro Freitas, além de dividir as Ruas Tenente Anísio e Francisco Camelo. Além desse, inúmeros córregos correm pela zona rural. Há vários açudes no município, como o Açude Barreirão e o Açude da Faveira.

## Infraestrutura

### Acesso ao município
O principal acesso ao município se dá pela rodovia PI-112. Ao sul, ela dá acesso ao município de Campo Largo do Piauí, que em longa distância, culmina na capital Teresina; e, ao leste, dá acesso à PI-214, levando aos municípios de Madeiro, Luzilândia e ao principal pólo econômico da região, Esperantina. Não há aeroporto e nem pista de pouso na cidade. Três empresas de ônibus ligam a cidade à capital, por rotas diferentes.

### Urbanização
A cidade não possui um nível avançado de urbanização. As ruas são pavimentadas com asfalto e com pedras. Recentemente, passou a ocorrer uma aglomeração de casas entre os bairros Maião e Centro, denominada popularmente como Rocinha, em alusão à favela do Rio de Janeiro.

### Saúde
A cidade possui um centro de saúde, a Unidade de Saúde Petronílio Rocha, que atende casos simples. Os casos mais complexos são tratados em Esperantina e Teresina.

## Bairros, logradouros e pontos de referência

### Bairros e Logradouros importantes

#### Bairros
Centro: é o maior bairro da cidade. Começa ao fim da ladeira da Avenida Francisco Maia e finda na Rua Moisés Percy. Aqui se localiza a Praça São Miguel Arcanjo, a Administração Municipal, a maioria das escolas e o comércio local.
Alto Formoso: é o bairro que se inicia na saída para São João do Arraial e Campo Largo do Piauí. Se localiza em uma área elevada, daí o nome. Se liga com o Centro pela ladeira da Avenida Francisco Maia, também conhecida como Ladeira do Alto Formoso. Aqui se localiza a UE Alto Formoso, a praça de São Benedito e um comércio próprio. Várias estradas vicinais ligam o bairro a povoados.
Subestação: é o bairro, na ponta oposta da cidade, que se inicia na saída para Luzilândia. Aqui se localiza a Subestação da CEPISA, daí o nome do bairro. É popularmente conhecido como Rua do Grupo, em função de ser cortado pela Avenida Pedro Freitas, que teve o citado nome outrora.
Matadouro: é o bairro que abriga o Matadouro Municipal.
Melancias: é um bairro semi-rural. Possui estradas vicinais para diversos povoados. Seu principal logradouro é a Rua José de Freitas
Cruzeiro: é o bairro que abriga o Morro do Cruzeiro, onde há uma cruz, daí o nome. Seus principais logradouros são a Rua do Cruzeiro e a Rua 10 de Julho.
Barreirão: é o bairro que abriga o açude de mesmo nome.
Maião: é o bairro que se localiza entre o Centro, o Matadouro e o Por do Sol. Aqui se localiza a aglomeração de casas simples denominada Rocinha.
Por do Sol: é o bairro que se localiza na saída para o povoado Barrinha, nas margens do Rio Parnaíba. Aqui se localiza o Cemitério da Baixa Grande e o Estádio Municipal.

#### Logradouros
Praça São Miguel Arcanjo: é o centro da cidade. Aqui ficam a Paróquia São Miguel Arcanjo, a Prefeitura Municipal, o Plenário da Câmara dos Vereadores e grande parte do comércio.
Avenida Francisco Maia: é a principal via da cidade. Tem início no bairro Alto Formoso e desemboca no Centro. Aqui se localizam a Unidade Escolar Alto Formoso, a Praça do Mercado Municipal, o Anexo da Unidade Escolar Dinir Patrício, a Praça do Fórum Municipal e um diversificado comércio.

## Cultura

### Religião
Segundo dados do IBGE, mais de 90% da população é católica romana ou brasileira. O padroeiro católico do município é São Miguel, o arcanjo, sendo assim denominada a paróquia local. A Paróquia faz parte da Diocese de Parnaíba e o pároco é o Pe. Serafim Pogoda.
A maior denominação protestante é a Assembléia de Deus. Recentemente, protestantes neo-penteconstais também se instalaram na cidade. O número de protestantes tem aumentado cada dia mais.

### Festas
As principais festas de Matias Olímpio são o aniversário da cidade (em 1 de junho) e a festa do padroeiro, que  se inicia em 19 de setembro, e encerra as festividades em (29 de setembro). Há algumas casas de show de renome local.

### Lendas
Por ser uma cidade pequena, a população possui vários mitos e lendas, como a da Eusébia e do seu ouro.